# Сенаторы от департамента Атлантическая Луара
В соответствии с законодательством Франции избрание сенаторов осуществляется коллегией выборщиков, в которую входят депутаты Национального собрания, члены регионального совета и совета департамента, а также делегаты от муниципальных советов. Количество мест определяется численностью населения. Департаменту Атлантическая Луара в Сенате выделено 5 мест. В случае, если от департамента избирается 3 и более сенаторов, выбор осуществляется среди списков кандидатов по пропорциональной системе с использованием метода Хэйра. Список кандидатов должен включать на 2 имени кандидата больше, чем число мандатов, и в составе списка должны чередоваться мужчины и женщины.

## Результаты выборов 2023 года
В выборах сенаторов 24 сентября 2023 года участвовали 6 списков кандидатов и 3043 выборщика.
|  | Лидер списка    | Политическая направленность                                        | Получено голосов | %     | Кол-во мест | +/- (к 2016 г.) |
|  | --------------- | ------------------------------------------------------------------ | ---------------- | ----- | ----------- | --------------- |
|  | Ронан Дантек    | «Территория 44» («Зелёные»), Разные левые, Социалистическая партия | 947              | 31,58 | 2           | -1              |
|  | Лоранс Гарнье   | Республиканцы, Разные правые, Союз демократов и независимых        | 699              | 23,31 | 1           | 0               |
|  | Жоэль Геррио    | «Горизонты», Разные правые                                         | 645              | 21,51 | 1           | 0               |
|  | Филипп Гросвале | Разные левые                                                       | 485              | 16,17 | 1           | +1              |
|  | Готье Буше      | Национальное объединение                                           | 112              | 3,73  | 0           | 0               |
|  | Максим Влансен  | Непокорённая Франция                                               | 111              | 3,70  | 0           | 0               |

## Результаты выборов 2017 года
В выборах сенаторов 24 сентября 2017 года участвовали 8 списков кандидатов и 2756 выборщиков.
|  | Лидер списка   | Политическая направленность                  | Получено голосов | %     | Кол-во мест | +/- (к 2011 г.) |
|  | -------------- | -------------------------------------------- | ---------------- | ----- | ----------- | --------------- |
|  | Янник Вогренар | Социалистическая партия Разные левые         | 635              | 23,04 | 2           | 0               |
|  | Жоэль Геррио   | Союз демократов и независимых, Разные правые | 563              | 20,43 | 1           | 0               |
|  | Ронан Дантек   | Европа Экология Зелёные, Разные левые        | 484              | 17,56 | 1           | 0               |
|  | Кристоф Приу   | Республиканцы, Разные правые                 | 462              | 16,76 | 1           | 0               |
|  | Валери Совья   | Вперёд, Республика!                          | 312              | 11,32 | 0           | 0               |
|  | Андре Трийяр   | Разные правые                                | 245              | 8,89  | 0           | 0               |
|  | Ален Авелло    | Национальный фронт                           | 40               | 1,45  | 0           | 0               |
|  | Доминик Ане    | Разные правые                                | 15               | 0,54  | 0           | 0               |

## Сенаторы (2023-2029)
- Ронан Дантек («Территория 44» («Зелёные»), бывший вице-мэр города Нант
- Карин Даниэль[фр.] (Социалистическая партия), бывший депутат Национального собрания Франции
- Лоранс Гарнье[фр.] (Республиканцы), бывший вице-президент Регионального совета Пеи-де-ла-Луар, член муниципального совета города Нант
- Жоэль Геррио (Союз демократов и независимых), бывший мэр города Сен-Себастьян-сюр-Луар
- Филипп Гросвале (Социалистическая партия), бывший президент Совета департамента Атлантическая Луара

## Сенаторы (2017-2023)
- Янник Вогренар (Социалистическая партия), член Регионального совета Пеи-де-ла-Луар
- Мишель Мёнье (Социалистическая партия), член Генерального совета департамента Атлантическая Луара
- Жоэль Геррио (Союз демократов и независимых), мэр города Сен-Себастьян-сюр-Луар
- Ронан Дантек (Европа Экология Зелёные), вице-мэр, член муниципального совета города Нант
- Кристоф Приу (Республиканцы), член Регионального совета Пеи-де-ла-Луар  (с 01.10.2017 по 31.10.2020, отставка)
- Лоранс Гарнье[фр.] (Республиканцы), бывший вице-президент Регионального совета Пеи-де-ла-Луар, член муниципального совета города Нант (с 01.11.2020)

## Сенаторы (2011-2017)
- Янник Вогренар (Социалистическая партия), член Регионального совета Пеи-де-ла-Луар
- Мишель Мёнье (Социалистическая партия), член Генерального совета Пеи-де-ла-Луар
- Жоэль Геррио (Союз демократов и независимых), мэр города Сен-Себастьян-сюр-Луар
- Ронан Дантек (Европа Экология Зелёные), вице-мэр, член муниципального совета города Нант
- Андре Трийяр (Союз за народное движение/Республиканцы), мэр города Сен-Жильда-де-Буа, член Генерального совета департамента Атлантическая Луара